# 18102 Angrilli
18102 Angrilli (2000 LN34) là một tiểu hành tinh vành đai chính.